# Sergej Dvorcevoj
Sergej Dvorcevoj (* 18. srpna 1962 Šymkent) je kazachstánský režisér ruské národnosti. Je nejúspěšnějším kazachstánských filmařem 21. století, je ale také řazen k tzv. ruské nové vlně. Nejprve se věnoval dokumentárnímu filmu, po roce 2008 točí hrané snímky.

## Život
Vystudoval leteckou školu na Ukrajině a Radiotechnický institut v Novosibirsku. Poté se živil jako technik Aeroflotu. V 90. letech se přihlásil na filmový kurz v Moskvě a v roce 1996 natočil svůj první dokument pod názvem Štěstí. Popisuje život izolované komunity kočovných pastevců v kazašské stepi. K nejslavnějším jeho dokumentárním snímkům patří Den chleba z roku 1998, popisující život v opuštěné, vymírající vesnici nedaleko Petrohradu. Snímek získal historicky první cenu na tehdy nově vzniklém Mezinárodním festivalu dokumentárních filmů Ji.hlava. Stejnou poetiku uplatnil v dokumentu Hlavní tah (1999), kde zmapoval běžné dny ujgurských cirkusáků toulajících se světem ve starém autobusu. V roce 2004 natočil svůj poslední dokument, Ve tmě, smutný příběh osamělého starého muže z Moskvy, který se snaží navázat kontakt s lidmi tím, že plete tašky a nabízí je lidem na ulici, ale o jeho zastaralý výrobek nemá nikdo zájem. Za své dokumentární dílo získal Dvorcevoj v roce 2019 Cenu za přínos světové kinematografii na jihlavském festivalu. Pro tento ročník jihlavského festivalu Dvorcevoj natočil i znělku a uvedl zde svou retrospektivu.
Nicméně cenu získal v době, kdy se již dokumentu vzdálil, v roce 2008 se totiž začal věnovat filmu hranému. Oba jeho celovečerní hrané filmy uspěly na festivalu v Cannes: Tulpan (2008) získal cenu Un Certain Regard, snímek Ajka (2018) byl nominován na hlavní cenu Zlatá palma a představitelka hlavní role Samal Esljamová získala v Cannes cenu pro nejlepší herečku. Tulpan získal rovněž cenu Na východ od Západu v Karlových Varech, dvě ceny na festivalu v Tokiu a byl nominován na Evropské filmové ceny v kategorii Objev roku.